# Список глав Ганы

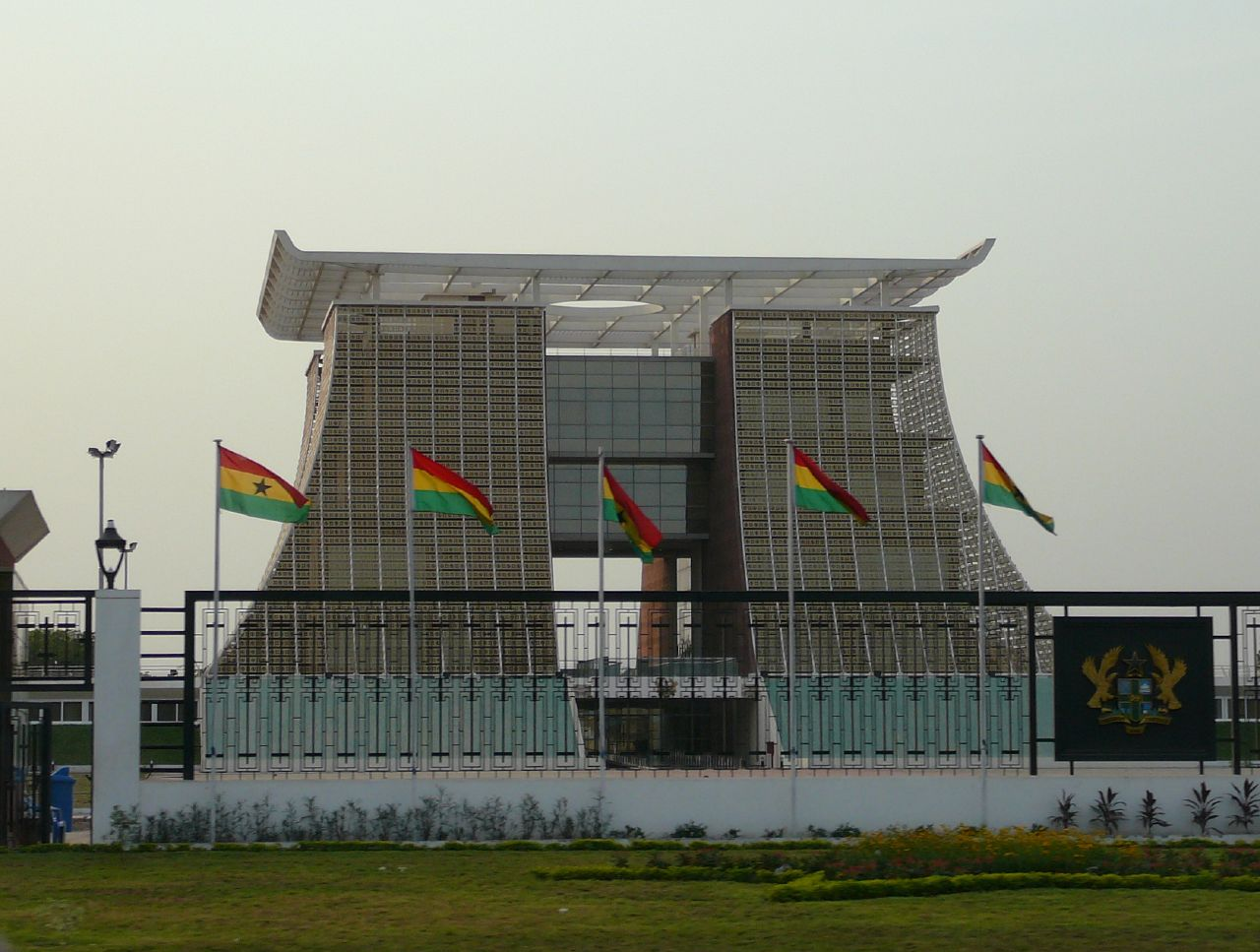
Юбилейный дом, Аккра (резиденция президента)

Печать президента

Список глав Ганы включает лиц, являвшихся главой государства Гана после обретения ею независимости в 1957 году, включая правившую королеву и представлявших её генерал-губернаторов (в монархический период), избранных президентов четырёх конституционных периодов в истории страны, а также руководителей военных администраций.
Применённая в первых столбцах таблиц нумерация является условной. Также условным является использование в первых столбцах цветовой заливки, служащей для упрощения восприятия принадлежности лиц к различным политическим силам без необходимости обращения к столбцу, отражающему партийную принадлежность. В столбце «Выборы» отражены состоявшиеся выборные процедуры; если глава государства получил полномочия без таковых, столбец не заполняется. Наряду с партийной принадлежностью, в столбце «Партия» также отражён внепартийный (независимый) статус персоналий, или их принадлежность к вооружённым силам, когда они выступали как самостоятельная политическая сила. Для удобства список разделён на принятые в историографии периоды истории страны. Приведённые в преамбулах к каждому из разделов описания этих периодов призваны пояснить особенности политической жизни страны.

## Период монархии (1957—1960)
6 марта 1957 года британские зависимые территории: коронная колония Золотой Берег, подопечная территория ООН Тоголенд, протекторат Ашанти и Северные территории Золотого Берега были провозглашены доминионом Гана. Правящим монархом нового государства стала Елизавета II, при этом полнота исполнительной власти была сосредоточена у основателя и лидера Народной партии конвента (англ. Convention People's Party) Кваме Нкрумы, ставшего премьер-министром страны после победы его партии на прошедших 17 июля 1956 года выборах в Законодательную ассамблею Золотого Берега. 27 апреля 1960 года в Гане прошёл конституционный референдум, на котором было одобрено установление в стране президентской республики.

Штандарт генерал-губернатора

Правящую королеву представляли назначаемые ею генерал-губернаторы и главнокомандующие Ганы (англ. Governor-General and Commander-in-Chief of Ghana), осуществлявшие большую часть полномочий монарха, служа его воле. Назначение генерал-губернатора происходило по рекомендации кабинета министров Ганы без участия британского правительства, а при образовании вакансии пост временно замещался Главным судьёй Ганы.
Елизавета II, утратив статус монарха Ганы, с 9 по 20 ноября 1961 года совершила государственный визит в страну в качестве главы Содружества наций.
| Портрет | Имя (годы жизни)                                                                                           | Полномочия   | Полномочия  | Титул | Династия                           | Пр.          |
| Портрет | Имя (годы жизни)                                                                                           | Начало       | Окончание   | Титул | Династия                           | Пр.          |
| ------- | --- | ------------ | ----------- | --- | ---------------------------------- | ------------ |
|         | Елизавета II (1926—2022) англ. Elizabeth II урожд. Элизабет Александра Мэри англ. Elizabeth Alexandra Mary | 6 марта 1957 | 1 июля 1960 | Её Величество Елизавета Вторая, королева Ганы и других её королевств и территорий, Глава Содружества англ. Her Majesty Elizabeth the Second, Queen of Ghana and of Her other Realms and Territories, Head of the Commonwealth | Дом Виндзор англ. House of Windsor | [ 7 ] [ 15 ] |

### Список генерал-губернаторов Ганы
|        | Портрет | Имя (годы жизни)                                                                                   | Полномочия     | Полномочия     | Пр.           |
| Начало | Портрет | Имя (годы жизни)                                                                                   | Окончание      |                | Пр.           |
| ------ | ------- | -------------------------------------------------------------------------------------------------- | -------------- | -------------- | ------------- |
| 1      |         | Сэр Чарльз Ноубл Арден-Кларк (1898—1962) англ. Charles Noble Arden-Clarke                          | 6 марта 1957   | 14 мая 1957    | [ 16 ] [ 17 ] |
| и. о.  |         | Сэр Кобина Арку Корса (1894—1967) англ. Kobina Arku Korsah                                         | 14 мая 1957    | 13 ноября 1957 | [ 18 ] [ 19 ] |
| 2      |         | Уильям Фрэнсис Хар, 5-й граф Листоуэл (1906—1997) англ. William Francis Hare, 5th Earl of Listowel | 13 ноября 1957 | 1 июля 1960    | [ 20 ]        |

## Первая республика (1960—1966)

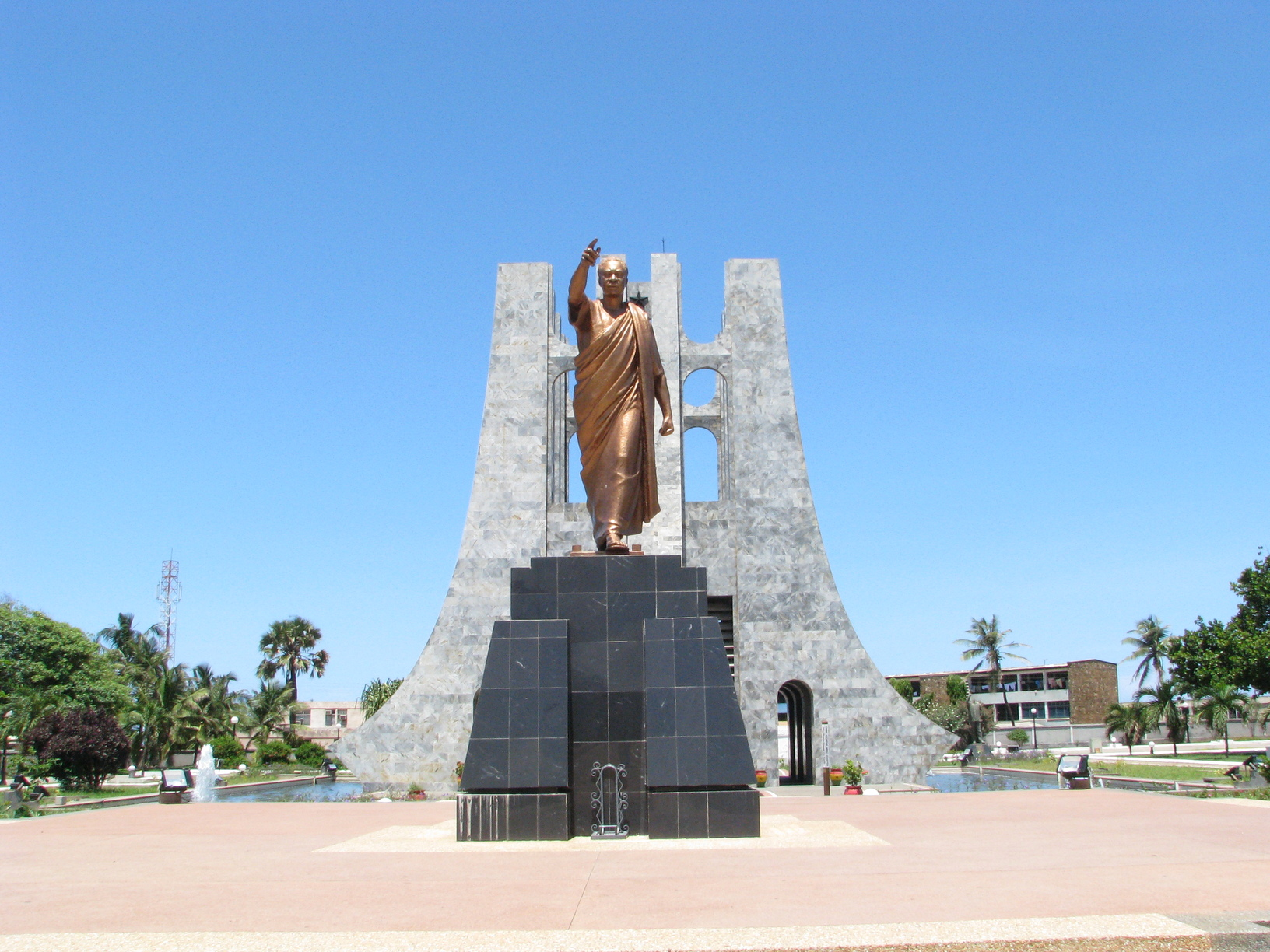
Мавзолей Кваме Нкрумы, Аккра

1 июля 1960 года Гана стала республикой, а Кваме Нкрума — её президентом (англ. President of the Republic of Ghana); должность премьер-министра была упразднена, при этом сохранилась преемственность действующего правительства. С 1961 года Нкрума стал генеральным секретарём и пожизненным председателем Народной партии конвента. В 1964 году на прошедшем референдуме было одобрено введение однопартийной системы и предоставление Нкруме пожизненных президентских полномочий, в июне 1965 года был избран однопартийный парламент, сформировался авторитарный режим, не имевший связи с массами. Были провозглашены социалистическая ориентация страны, курс на модернизацию её экономики путём развития преимущественно государственного сектора; в государственную собственность перешли торговый флот, связь, гражданская авиация, большинство горнорудных компаний и крупных торговых фирм. Была введена монополия внешней торговли, созданы крупные государственные банки, ускоренно создавались сельскохозяйственные кооперативы и госхозы. Во время начавшегося 21 февраля 1966 года визита Нкрумы в Китайскую Народную Республику и Демократическую Республику Вьетнам он был отстранён от власти в результате военного переворота. Участвовавшим в нём рядовым военнослужащим лидеры переворота объявили о переговорах президента о направлении войск для участия во вьетнамской войне, а также в Южную Родезию для борьбы с белым правительством Яна Смита.
1 июля 1992 года в Аккре был открыт мемориальный парк с мавзолеем Кваме Нкрумы, в который было перенесено тело политика.
|        | Портрет | Имя (годы жизни)                                                                              | Полномочия  | Полномочия      | Партия                   | Наименование поста                                                 | Пр.                  |
| Начало | Портрет | Имя (годы жизни)                                                                              | Окончание   |                 | Партия                   | Наименование поста                                                 | Пр.                  |
| ------ | ------- | --------------------------------------------------------------------------------------------- | ----------- | --------------- | ------------------------ | ------------------------------------------------------------------ | -------------------- |
| 1      |         | фельдмаршал Фрэнсис Нвиа Кофи Кваме Нкрума (1909—1972) англ. Francis Nwia Kofie Kwame Nkrumah | 1 июля 1960 | 24 февраля 1966 | Народная партия конвента | Президент Республики Гана англ. President of the Republic of Ghana | [ 27 ] [ 28 ] [ 29 ] |

## Национальный совет освобождения (1966—1969)
24 февраля 1966 года, во время визита Кваме Нкрумы в Китайскую Народную Республику и Демократическую Республику Вьетнам, высокопоставленные военные осуществили государственный переворот под лозунгом «Против авторитарного режима — за демократическое правление». Все политические партии и парламент были распущены, сформирован Национальный совет освобождения (НСО) в составе 8 членов.
Возглавить НСО был приглашён являвшийся до июля 1965 года главнокомандующим Вооружёнными силами Ганы генерал-лейтенант Джозеф Артур Санку Анкра. Он заявил:
Этот важный шаг был сделан, потому что не было другого способа вернуть народу Ганы блага свободы, правосудия, счастья и процветания, за которое все мы так долго боролись. Предпринимая этот смелый шаг ганские вооружённые силы и ганская полиция опирались на  особо оберегаемую традицию народа Ганы, традицию, согласно которой лидер, потерявший доверие и поддержку своего народа и прибегающий к произвольному использованию власти, должен быть свергнут.
Новый режим свернул начатые Нкрумой социалистические преобразования, прекратил строительство промышленных объектов и морских портов, начал приватизацию большинства государственных предприятий и ферм, лишил дотаций кооперативы, ликвидировал бесплатное среднее образование и медицинское обслуживание; были закрыты диппредставительства Ганы в социалистических странах. После обвинения Джозефа Анкры в получении взятки он был вынужден подать в отставку. Его сменил занимавший пост комиссара финансов, торговли и экономики бригадный генерал Аквази Аманква Африфа, активно способствовавший выработке новой конституции страны, проведению общенациональных выборов и основанию Второй республики, в которой занял пост председателя Президентской комиссии (англ. Presidential Commission), временно исполнявшей функции главы государства до проведения в 1970 году президентских выборов.
|        | Портрет | Имя (годы жизни)                                                                        | Полномочия      | Полномочия      | Партия  | Наименование поста                                                                               | Пр.                  |
| Начало | Портрет | Имя (годы жизни)                                                                        | Окончание       |                 | Партия  | Наименование поста                                                                               | Пр.                  |
| ------ | ------- | --------------------------------------------------------------------------------------- | --------------- | --------------- | ------- | ------------------------------------------------------------------------------------------------ | -------------------- |
| 2      |         | генерал-лейтенант Джозеф Артур Санку Анкра (1915—1992) англ. Joseph Arthur Sanku Ankrah | 24 февраля 1966 | 2 апреля 1969   | военный | Председатель Национального совета освобождения англ. Chairman of the National Liberation Council | [ 34 ] [ 38 ] [ 39 ] |
| 3 (I)  |         | генерал-лейтенант Аквази Аманква Африфа (1936—1979) англ. Akwasi Amankwaa Afrifa        | 2 апреля 1969   | 3 сентября 1969 | военный | Председатель Национального совета освобождения англ. Chairman of the National Liberation Council | [ 36 ] [ 40 ] [ 41 ] |

## Вторая республика (1969—1972)
1 мая 1969 года Национальный совет освобождения (НСО) снял запрет на политическую деятельность и создание политических партий. Процесс формирования многопартийной системы привёл к образованию к началу лета 16 партий. Созванная Конституционная ассамблея разработала и 22 августа 1969 года приняла новую конституцию Ганы, по которой страна становилась парламентской республикой; 29 августа состоялись выборы в Национальное собрание, принёсшие победу Прогрессивной партии, лидер которой Кофи Абрефа Бусиа стал премьер-министром и получил преобладающие полномочия по управлению государством. 3 сентября 1969 года НСО учредил Президентскую комиссию (англ. Presidential Commission), которой на период до проведения президентских выборов передал исполнение функций главы государства, определённых как координация гражданской и военной администраций и участие во внешнеполитической деятельности. Помимо ставшего председателем комиссии Африфы, в неё вошли вице-председатель распущенного НСО Джон Вилли Кофи Харли и начальник Штаба обороны. 7 августа 1970 года Президентская комиссия была распущена по решению Национального собрания, спикер которого временно принял на себя исполнение президентских полномочий; 31 августа специальная коллегия выборщиков избрала президентом председателя Верховного суда Эдварда Акуфо-Аддо. 13 января 1972 он был отстранён в результате военного переворота.
|        | Портрет | Имя (годы жизни)                                                                 | Полномочия      | Полномочия      | Партия      | Наименование поста                                                            | Пр.                  |
| Начало | Портрет | Имя (годы жизни)                                                                 | Окончание       |                 | Партия      | Наименование поста                                                            | Пр.                  |
| ------ | ------- | -------------------------------------------------------------------------------- | --------------- | --------------- | ----------- | ----------------------------------------------------------------------------- | -------------------- |
| 3 (II) |         | бригадный генерал Аквази Аманква Африфа (1936—1979) англ. Akwasi Amankwaa Afrifa | 3 сентября 1969 | 7 августа 1970  | военный     | Председатель Президентской комиссии англ. Chairman of Presidential Commission | [ 36 ] [ 40 ] [ 41 ] |
| и. о.  |         | Рафаэль Нии Амаа Олленну (1906—1986) англ. Raphael Nii Amaa Ollennu              | 7 августа 1970  | 31 августа 1970 | независимый | Президент Республики Гана англ. President of the Republic of Ghana            | [ 46 ]               |
| 4      |         | Эдвард Акуфо-Аддо (1906—1979) англ. Edward Akufo-Addo                            | 31 августа 1970 | 13 января 1972  | независимый | Президент Республики Гана англ. President of the Republic of Ghana            | [ 47 ] [ 48 ]        |

## Период военных режимов (1972—1979)
13 января 1972 года непопулярный режим Второй республики был прекращён в результате переворота, возглавленного полковником Игнатиусом Куту Аквази Ачампонгом: отстранены от должности президент Эдвард Акуфо-Аддо и находившийся в Лондоне на медицинском обследовании премьер-министр Кофи Абрефа Бусиа, распущено Национальное собрание, отменена конституция 1969 года. Полковник Ачампонг возглавил Совет Национального Спасения (СНС) в составе 11 высших офицеров. СНС провозгласил принцип «опоры на собственные силы» и отказался от выплаты внешних долгов, осуществил частичную национализацию крупных кампаний, объявил программу восстановления государственных хозяйств в землепользовании и создания «бригад» для строительства инфраструктурных объектов и государственных предприятий. 9 октября 1975 года СНС был реорганизован в Высший Военный Совет в составе 7 чинов армии и полиции. В 1976 году Игнатиусу Ачампонгу было присвоено звание генерал-лейтенанта. В 1978 году он выдвинул программу «ЮНИГОВ» (англ. UNIGOV) — «Правительства единства», — создания политической системы с доступом гражданского общества к государственному управлению наряду с военными через выборы без создания политических партий. Несмотря на то, что 30 марта 1978 года программа была одобрена национальном референдуме, на общенациональном референдуме, большинством профессиональных и общественных групп и студентов она была воспринята как способ сохранения военного режима, возобновились забастовки и антиправительственные демонстрации. Начальник Генерального штаба армии генерал-лейтенант Фредерик Уильям Кваси Акуффо и главнокомандующий генерал-майор Невилл Александер Одартей-Веллингтон составили документ о добровольной отставке Ачампонга и добились его подписания 5 июля 1978 года; вскоре Ачампонг был лишён воинского звания и помещён под домашний арест
Новый глава Высшего Военного Совета Фредерик Акуффо, помимо экономических реформ (было прекращено финансирование экономических программ, увеличены налоги и акцизы, введён плавающий курс седи, увеличены закупочные цены на какао-бобы, получены многочисленные зарубежные займы), начал ускоренный процесс передачи власти гражданским силам. Была объявлена амнистия политзаключённых, 30 ноября 1978 года снят запрет на деятельность политических партий. К маю 1979 года, когда Учредительная ассамблея представила проект новой конституции, их образовалось 6. Выборы были назначены на 18 июня 1979 года, при этом предполагалось, что Высший Военный Совет на протяжении 4 лет сохранит контроль над деятельностью избранных властей, что вызвало растущее недовольство. 15 мая 1979 года молодые офицеры во главе с лейтенантом ВВС Джерри Джоном Ролингсом захватили радиостудии, оружейные арсеналы и штаб-квартиру главного командования армией, но вскоре правительству удалось подавить выступление, восставшие были арестованы и преданы суду, где в открытом судебном заседании Ролингс воспользовался процессом для осуждения режима Акуффо и пропаганды своих идей. 4 июня 1979 года Ролингс был освобождён из тюрьмы солдатами и возглавил движение военных и гражданских лиц, свергнувшее режим Фредерика Акуффо. Власть перешла к Революционному совету Вооружённых сил (РСВС) из 16 младших офицеров, председателем которого стал Джерри Ролингс. РСВС заявил, что он взял власть на короткий срок с целью чистки вооружённых сил и управленческого аппарата от коррумпированных лиц, виновных в создании экономического хаоса. «За преступления против государства» были казнены восемь высших военных чинов, в их числе двое бывших руководителей страны (Игнатиус Ачампонг и Фредерик Акуффо) и трое судей Верховного суда, сотни чиновников были осуждены на длительные сроки каторжных работ с конфискацией имущества. Был национализирован ряд компаний, взысканы штрафы с лиц, уклонявшихся от уплаты налогов, конфискованы крупные запасы товаров с подпольных складов. 18 июня и 9 июля 1979 года на основе принятой ранее конституции в два тура были проведены президентские выборы, 2 тур которых был объединён с выборами парламента. 24 сентября 1979 года РСВС передал власть новому гражданскому правительству Третьей республики.
|          | Портрет        | Имя (годы жизни) | Полномочия     | Полномочия | Партия  | Наименование поста | Пр.                         |
| Начало   | Портрет        | Имя (годы жизни) | Окончание      | | Партия  | Наименование поста | Пр.                         |
| -------- | -------------- | --- | -------------- | --- | ------- | --- | --------------------------- |
| 5 (I—II) |                | полковник, с 1976 генерал-лейтенант Игнатиус Куту Аквази Ачампонг (1931—1979) англ. Ignatius Kutu Akwasi Acheampong | 13 января 1972 | 9 октября 1975 | военный | Глава государства и председатель Совета Национального Спасения англ. Head of State and Chairman of the National Redemption Council | [ 58 ] [ 59 ] [ 60 ]        |
| 5 (I—II) | 9 октября 1975 | полковник, с 1976 генерал-лейтенант Игнатиус Куту Аквази Ачампонг (1931—1979) англ. Ignatius Kutu Akwasi Acheampong | 5 июля 1978    | Глава государства и председатель Высшего Военного Совета англ. Head of State and Chairman of the Supreme Military Council | военный | | [ 58 ] [ 59 ] [ 60 ]        |
| 6        |                | генерал-лейтенант Фредерик Уильям Кваси Акуффо (1937—1979) англ. Frederick William Kwasi Akuffo                     | 5 июля 1978    | Глава государства и председатель Высшего Военного Совета англ. Head of State and Chairman of the Supreme Military Council | военный | 4 июня 1979 | [ 61 ] [ 62 ]               |
| 7 (I)    |                | лейтенант ВВС Джерри Джон Ролингс (1947—2020) англ. Jerry John Rawlings                                             | 4 июня 1979    | 24 сентября 1979 | военный | Председатель Революционного совета Вооружённых сил англ. Chairman of the Armed Forces Revolutionary Council                        | [ 63 ] [ 64 ] [ 65 ] [ 66 ] |

## Третья республика (1979—1981)
После того, как 30 ноября 1978 года военной администрацией был снят запрет на деятельность политических партий и в мае 1979 года созванной Учредительной ассамблеей была принята новая конституция, Революционный совет Вооружённых сил (РСВС) организовал всеобщие выборы (18 июня прошёл 1 тур президентских, 9 июля 1979 — 2 тур президентских выборов и выборы парламента), которые принесли победу левой Национальной народной партии (ННП). 24 сентября 1979 года РСВС передал власть новому гражданскому правительству Третьей республики, которое возглавил президентом Хилла Лиманн, при этом председатель РСВС Джерри Ролингс заявил, что правительство находится на испытательном сроке, и призвал поставить интересы народа на первое место. В конце мая 1980 года в Кумаси состоялся съезд партии, который был парализован противостоянием фракций, не смог принять программные документы и избрать руководящие органы ННП. В итоге руководство партии прервало съезд и распустило Центральный комитет ННП. 31 мая 1980 года все руководящие партийные функции были переданы в руки триумвирата, состоявшего из Хиллы Лиманна, председателя ННП Наны Беко III и Имору Эгалы. Обострившаяся внутрипартийная борьба, продолжающийся экономический кризис и коррупция привели к падению гражданского кабинета, свергнутого 31 декабря 1981 года вернувшимся к власти капитаном Ролингсом.
|        | Портрет | Имя (годы жизни)                            | Полномочия       | Полномочия      | Партия                       | Выборы | Наименование поста                                                 | Пр.           |
| Начало | Портрет | Имя (годы жизни)                            | Окончание        |                 | Партия                       | Выборы | Наименование поста                                                 | Пр.           |
| ------ | ------- | ------------------------------------------- | ---------------- | --------------- | ---------------------------- | ------ | ------------------------------------------------------------------ | ------------- |
| 8      |         | Хилла Лиманн (1934—1998) англ. Hilla Limann | 24 сентября 1979 | 31 декабря 1981 | Национальная народная партия | 1979   | Президент Республики Гана англ. President of the Republic of Ghana | [ 70 ] [ 71 ] |

## Временный совет национальной обороны (1981—1993)
В ночь на 1 января 1982 года капитан Джерри Ролингс, выступавший с резкой критикой властей, возглавил бескровный военный переворот, в ходе которого правительство Хиллы Лиманна было свергнуто. Была отменена Конституция страны, запрещена деятельность политических партий, власть перешла к Временному совету национальной обороны (ВСНО), председателем которого стал Ролингс, заявивший о намерении осуществить национально-демократическую революцию. Все местные органы исполнительной власти были распущены, а их полномочия переданы комитетам защиты революции, которые активно участвовали в борьбе с преступностью, коррупцией, контрабандой, контролировали деятельность предприятий и учреждений, занимались распределением продовольствия и т. п. Основной задачей новой власти являлось восстановление экономики страны: был ослаблен контроль над частным сектором, принят новый инвестиционный кодекс, введён «плавающий» курс национальной валюты, установлены новые налоги, сокращены государственные расходы, снят контроль над ценами, заморожена заработная плата. Уже в середине 1980-х годов темпы роста ВВП в Гане составили 6,5 %, а её внешний долг уменьшился в 2,5 раза. Была восстановлена транспортная сеть, реконструированы порты, снижена инфляция, расширена сеть учреждений здравоохранения и образования. Возвращение Ганы к демократическому государственному устройству началось с проведения в начале 1989 года выборов на непартийной основе в местные собрания. На прошедшем 28 апреля 1992 года национальном референдуме была одобрена новая конституция. 18 мая 1992 года был снят запрет на деятельность политических партий, сам Ролингс основал и возглавил Национальный демократический конгресс, партию социал-демократической направленности.
|        | Портрет | Имя (годы жизни)                                                  | Полномочия      | Полномочия    | Партия  | Наименование поста                                                                                             | Пр.                         |
| Начало | Портрет | Имя (годы жизни)                                                  | Окончание       |               | Партия  | Наименование поста                                                                                             | Пр.                         |
| ------ | ------- | ----------------------------------------------------------------- | --------------- | ------------- | ------- | --- | --------------------------- |
| 7 (II) |         | капитан Джерри Джон Ролингс (1947—2020) англ. Jerry John Rawlings | 31 декабря 1981 | 7 января 1993 | военный | Председатель Временного совета национальной обороны англ. Chairman of the Provisional National Defence Council | [ 63 ] [ 64 ] [ 65 ] [ 66 ] |

## Четвёртая республика (с 1993)

Штандарт президента

Процесс демократизации, инициированный Временным советом национальной обороны, был завершён одобрением на национальном референдуме новой конституции, формированием многопартийной политической системы, проведением 3 ноября 1992 года президентских выборов (на которых победил Ролингс, уволившийся из рядов Вооружённых сил и выступивший единым кандидатом от Прогрессивного альянса, объединившего созданный им Национальный демократический конгресс, Партию национального конвента и партию «Каждый ганец живёт всюду») и, в конечном итоге, формированием Ролингсом 7 января 1993 года гражданской администрации.
Политический режим Четвёртой республики сохраняет стабильность. Президент Республики Гана (англ. President of the Republic of Ghana) является избранным главой государства, главой правительства и главнокомандующим Вооружённых сил Ганы. Кроме президентского штандарта, его инсигниями являются Меч президента (англ. President's Sword) и Президентское кресло (англ. Presidential Seat) (резное деревянное сиденье, инкрустированное золотом).
|            | Портрет       | Имя (годы жизни)                                                          | Полномочия    | Полномочия    | Партия                                | Выборы       | Пр.                         |
| Начало     | Портрет       | Имя (годы жизни)                                                          | Окончание     |               | Партия                                | Выборы       | Пр.                         |
| ---------- | ------------- | ------------------------------------------------------------------------- | ------------- | ------------- | ------------------------------------- | ------------ | --------------------------- |
| 7 (III—IV) |               | Джерри Джон Ролингс (1947—2020) англ. Jerry John Rawlings                 | 7 января 1993 | 7 января 1997 | Национальный демократический конгресс | 1992         | [ 63 ] [ 64 ] [ 65 ] [ 66 ] |
| 7 (III—IV) | 7 января 1997 | Джерри Джон Ролингс (1947—2020) англ. Jerry John Rawlings                 | 7 января 2001 | 1996          | Национальный демократический конгресс |              | [ 63 ] [ 64 ] [ 65 ] [ 66 ] |
| 9 (I—II)   |               | Джон Агьекум Кофи Куфуор (1938—) англ. John Kofi Agyekum Kufuor           | 7 января 2001 | 7 января 2005 | Новая патриотическая партия           | 2000         | [ 80 ] [ 81 ] [ 82 ] [ 83 ] |
| 9 (I—II)   | 7 января 2005 | Джон Агьекум Кофи Куфуор (1938—) англ. John Kofi Agyekum Kufuor           | 7 января 2009 | 2004          | Новая патриотическая партия           |              | [ 80 ] [ 81 ] [ 82 ] [ 83 ] |
| 10         |               | Джон Эванс Файфи Атта Миллс (1944—2012) англ. John Evans Fiifi Atta Mills | 7 января 2009 | 24 июля 2012  | Национальный демократический конгресс | 2008         | [ 84 ] [ 85 ] [ 86 ] [ 87 ] |
| 11 (I—II)  |               | Джон Драмани Махама (1958—) англ. John Dramani Mahama                     | 24 июля 2012  | 7 января 2013 | Национальный демократический конгресс | [ комм. 18 ] | [ 88 ] [ 89 ] [ 90 ] [ 91 ] |
| 11 (I—II)  | 7 января 2013 | Джон Драмани Махама (1958—) англ. John Dramani Mahama                     | 7 января 2017 | 2012          | Национальный демократический конгресс | [ комм. 18 ] |                             |
| 12 (I—II)  |               | Нана Аддо Данква Акуфо-Аддо (1944—) англ. Nana Addo Dankwa Akufo-Addo     | 7 января 2017 | 7 января 2021 | Новая патриотическая партия           | 2016         | [ 92 ] [ 93 ] [ 94 ] [ 95 ] |
| 12 (I—II)  | 7 января 2021 | Нана Аддо Данква Акуфо-Аддо (1944—) англ. Nana Addo Dankwa Akufo-Addo     | 7 января 2025 | 2020          | Новая патриотическая партия           |              | [ 92 ] [ 93 ] [ 94 ] [ 95 ] |
| 11 (III)   |               | Джон Драмани Махама (1958—) англ. John Dramani Mahama                     | 7 января 2025 | действующий   | Национальный демократический конгресс | 2024         | [ 88 ] [ 89 ] [ 96 ]        |